# Wessjolowka (Kaliningrad, Gurjewsk)
Wessjolowka (russisch Весёловка, deutsch Sielkeim) ist ein Ort in der russischen Oblast Kaliningrad. Er gehört zur kommunalen Selbstverwaltungseinheit Stadtkreis Gurjewsk im Rajon Gurjewsk.

## Geographische Lage
Wessjolowka liegt nordöstlich von Kaliningrad (Königsberg) im östlichen Zipfel des Rajons Gurjewsk. Durch den Ort führt die Kommunalstraße 27K-072 von Saretschje (Kaymen) nach Ossinowka (Stampelken). Die nächste Bahnstation ist Dobrino (Nautzken) an der Bahnstrecke Kaliningrad–Sowetsk (Königsberg–Tilsit).

## Geschichte
Das bis 1946 Sielkeim genannte Dorf geht in seiner Gründung auf die Zeit vor 1375 zurück.
Zwischen 1874 und 1945 war Sielkeim in den Amtsbezirk Kaymen (1938–1946 Kaimen, heute russisch: Saretschje) eingegliedert und gehörte zum Landkreis Labiau im Regierungsbezirk Königsberg der preußischen Provinz Ostpreußen.
Infolge des Zweiten Weltkrieges kam Sielkeim aufgrund seiner Lage im nördlichen Ostpreußen zur Sowjetunion. Im Jahr 1950 erhielt der Ort die russische Bezeichnung Wessjolowka und wurde gleichzeitig dem Dorfsowjet Dobrinski selski Sowet im Rajon Gurjewsk zugeordnet. Von 2008 bis 2013 gehörte Wessjolowka zur Landgemeinde Dobrinskoje selskoje posselenije und seither zum Stadtkreis Gurjewsk.

### Einwohnerentwicklung
| Jahr | Einwohner |
| ---- | --------- |
| 1910 | 429       |
| 1933 | 358       |
| 1939 | 371       |
| 2002 | 61        |
| 2010 | 78        |

## Kirche
Die Mehrheit der Bevölkerung Sielkeims war vor 1945 evangelischer Konfession und in das Kirchspiel Kaymen (1938–1946 Kaimen, russisch: Saretschje) eingepfarrt. Es gehörte zum Kirchenkreis Labiau innerhalb der Kirchenprovinz Ostpreußen der Kirche der Altpreußischen Union. Heute liegt Wessjolowka im Einzugsbereich der in den 1990er Jahren neu entstandenen evangelisch-lutherischen Kirchengemeinde in Polessk (Labiau), einer Filialgemeinde der Auferstehungskirche in Kaliningrad (Königsberg) innerhalb der Propstei Kaliningrad der Evangelisch-lutherischen Kirche Europäisches Russland.

## Persönlichkeiten
- Johannes Zachau (1896–1974), evangelischer Pfarrer und Klassischer Philologe